# Carex thanikaimoniana
Carex thanikaimoniana là một loài thực vật có hoa trong họ Cói. Loài này được Govind. mô tả khoa học đầu tiên năm 1996.